# Paratylenchidae
Paratylenchidae är en familj av rundmaskar. Paratylenchidae ingår i ordningen Tylenchida, klassen Adenophorea, fylumet rundmaskar och riket djur.
Familjen innehåller bara släktet Paratylenchus.